# Большой Ильинский мост
Большо́й Ильи́нский мост (Третий Охтинский, Ильинский) — автодорожный железобетонный балочный мост через реку Охту в Красногвардейском районе Санкт-Петербурга. Один из первых монолитных железобетонных проезжих мостов, построенных в Санкт-Петербурге и сохранившихся в первоначальном виде. Объект культурного наследия России регионального значения. 

## Расположение
Расположен в створе шоссе Революции, в месте примыкания к нему «Ильинской слободы» и соединяет Большой Ильинский сад с Малым Ильинским садом. Рядом с мостом находится церковь Святого Пророка Илии.
Выше по течению находится Охтинская плотина, ниже — Армашевский мост.
Ближайшая станция метрополитена — «Ладожская».

## Название
С XVIII века мост именовался Ильинским по расположенной рядом церковь Святого Пророка Илии. В 1950-х годах первые 5 мостов через Охту, существовавших в то время, были пронумерованы против течения, мост стал называться 3-м Охтинским. 6 ноября 1997 года мост был переименован в Большой Ильинский (расположенный рядом мост через реку Луппу был назван Малым Ильинским).

## История
Деревянный мост на этом месте отмечен на картах с 1720-х годов. В 1912 году на месте деревянного моста по проекту архитектора Г. А. Гиршсона товариществом «Железо-бетон» построен трёхпролётный железобетонный мост. Длина моста составляла 36,5 м, ширина — 9 м, в том числе 2 тротуара по 1,2 м.
В 1940—1950 годах в теле опор моста образовались глубокие раковины (по-видимому, по причине спуска в реку окружающими заводами агрессивных жидкостей), на главных балках пролётного строения обнаружилось разрушение защитного слоя бетона и оголение арматуры. В 1950 году трестом «Ленмостострой» по проекту инженера В. В. Демченко произведен капитальный ремонт пролётного строения и опор. В 1964 году мост был уширен за счет выноса тротуаров на консоли. Ширина моста составила 11,1 м, в том числе 2 тротуара по 2,1 м. Работы выполнены трестом «Ленмостострой».
В 1991 году по рекомендации Научно-экспертного совета КГИОП мост был включен в «Список вновь выявленных памятников истории и культуры». Распоряжением мэра Санкт-Петербурга № 108-р от 30.01.1992 года мост был объявлен памятником истории и культуры.
К концу 1990-х годов возникла необходимость в ремонте и реконструкции моста из-за неудовлетворительного состояния конструкций и недостаточной пропускной способности. Заказчиком работ являлся Комитет по благоустройству и дорожному хозяйству администрации Санкт-Петербурга, генподрядчиком — ОАО «Ризалит», генеральным проектировщиком — ЗАО "Институт «Стройпроект» (инженеры А. А. Станевич, И. Д. Стенин). Проект утверждался Научным советом Санкт-Петербурга по вопросам охраны культурного наследия.
10 декабря 2001 года мост был закрыт для движения транспорта. В ходе работ на мосту были заменены элементы его полотна, установлена железобетонная плита в основании проезжей части, устроены подземные коммуникации, отреставрированы железобетонные конструкции, уложено асфальтобетонное покрытие. Пролётное строение моста было оставлено без изменений, так как гидроизоляция балластного корыта, выполненная из литого асфальта, сохранилась в удовлетворительном состоянии. Заменена была только его гидроизоляция. Выше по течению был построен второй мост, металлическое пролётное строение которого повторило конфигурацию существующего моста. Торжественное открытие моста после ремонта состоялось 23 декабря 2002 года в присутствии губернатора города В. А. Яковлева.

## Конструкция

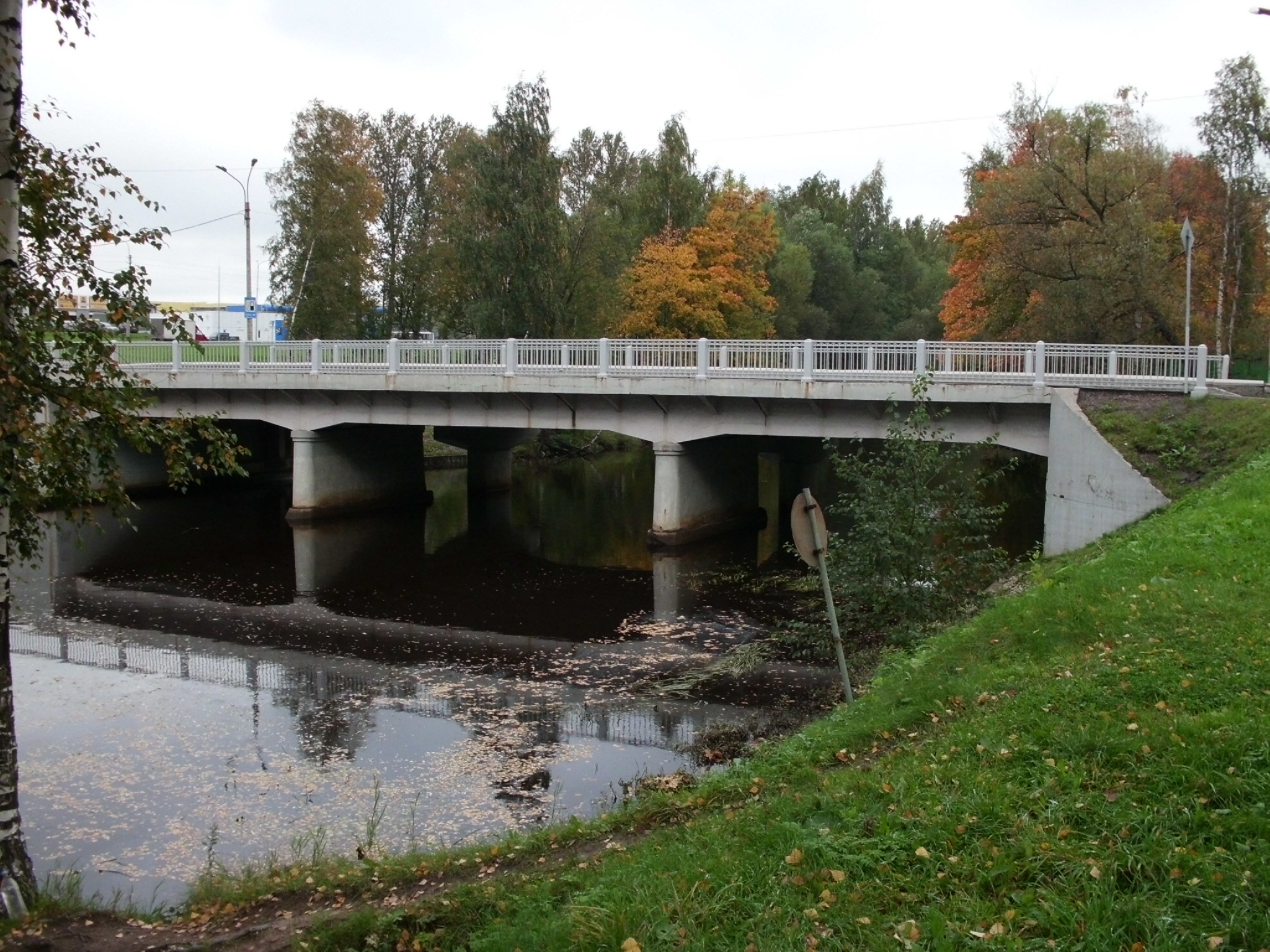
Вид на мост с низовой стороны

Мост трёхпролётный балочно-неразрезной системы, по схеме 11,2+13,5+11,2 м. Состоит из двух мостов — железобетонного и металлического, не объединённых друг с другом. Железобетонное пролётное строение имеет 5 главных балок высотой 80 см и систему поперечных балок. Металлическое пролётное строение повторяет конфигурацию железобетонного. Устои и промежуточные опоры из монолитного железобетона на свайном основании. Общая длина моста составляет 37,8 м (36,5 м), ширина — 18,25 м.
Проезжая часть моста включает в себя 2 полосы для движения автотранспорта, разделённые между собой (на разделительной полосе устроен шов между пролётными строениями). Тротуары вынесены на консоли, отделяются от проезжей части высоким железобетонным парапетом. Покрытие проезжей части и тротуаров — асфальтобетон. Перильные ограждения состоят из железобетонных тумб и металлических решеток, однотипных с ограждениями набережной Обводного канала.